# Élodie Vignon
Élodie Vignon (Lyon, 11 octobre 1984), est une pianiste française. Établie à Bruxelles, en résidence à la Fondation Bell’arte, elle jouit d’une carrière de soliste et de chambriste en Europe et aux États-Unis.

## Biographie
Née à Lyon le 11 octobre 1984, Élodie commence l'apprentissage du piano à l'âge de quatre ans. À sept ans, elle entre au Conservatoire à rayonnement régional de Lyon et va y poursuivre ses études jusqu'à l'obtention de sa Médaille d'Or en 2001, dans la classe d'Hervé Billaut.
En 2004, elle est invitée à rejoindre la classe du pianiste Daniel Blumenthal au Koninklijk Conservatorium Brussels en Belgique. Elle part s'installer à Bruxelles et obtient deux diplômes de Master (piano et musique de chambre) avec Distinction.
Depuis 2010, Élodie est artiste en résidence de la Fondation Bell'arte. Elle est invitée par de nombreux festivals en Europe, tout en continuant à suivre les conseils de Nelson Delle-Vigne Fabbri, un musicien qui a hérité de ses maîtres Claudio Arrau et György Cziffra une profonde connaissance du répertoire et de l’instrument.

## Carrière
Dès la fin de ses études, elle a eu l'occasion de jouer en Belgique (Bruxelles, Gand, Courtrai, Anvers, Turnhout, Hasselt…), en France (Lyon, Paris, Vézelay, Dijon, Batz sur mer...), à Luxembourg, en Italie (Théâtre d'Anghiari, Théâtre de Bari, Auditorium de Brescia), en Espagne (Centre Culturel de Pycanya, Valldemossa), à Madère (Théâtre de Funchal et Centre des Arts), ainsi qu'en Lituanie.
En Belgique, elle partage souvent la scène avec les Quatuors Amon et Coryfeye, avec la contralto Sarah Laulan, le violoncelliste Kacper Nowak ainsi que le pianiste belge Julien Libeer. Le festival EuropArt (2010-2018) mettant en avant le répertoire des 27 pays de l'Union Européenne, ainsi que les compositeurs contemporains a compté Élodie dans ses interprètes phares de 2010 à 2017.
Elle a joué en soliste sous la direction de chefs de renommée mondiale et notamment interprété les deux Concerti pour piano de Frédéric Chopin lors du Palm Beach Atlantic International Piano Festival, sous la baguette de Philippe Entremont avec qui elle a étroitement collaboré. Aux États-Unis, Élodie est aussi l'invitée régulière de la Chopin Society of Atlanta.
Elle est invitée par l'ambassade de France à Manille pour un récital Debussy en août 2018.

## Discographie
Élodie Vignon enregistre exclusivement pour le label Cypres Records.
- 2018 : douze Études pour piano de Claude Debussy[6],[7],[8], accompagnées de « Douze coffrets studieux » qu’elle avait spécialement commandés au poète belge Lucien Noullez : premier disque[9] chez Cypres Records. L’enregistrement a reçu de nombreuses critiques en Europe (Allemagne, France Belgique et Suisse), et a décroché 4 étoiles dans le magazine français Classica[10]. Le magazine allemand Pianist l'a classé parmi les « Debussy Best Performers ». Durant l'année « Debussy » (2018), Élodie a présenté ce répertoire et dédicacé son disque à travers toute l’Europe : en France, Belgique, Luxembourg, Italie, Espagne. Lors de deux tournées outre-atlantique, elle a joué en Caroline du Nord, en Floride, au Steinway Hall de New York, ainsi qu'à la Cathédrale Christ Church de Montréal.
- 2018 : accompagne la soprano Clara Inglese en mars 2019. Le répertoire est axé sur le personnage d'Ophélie dans la littérature musicale, et comprend notamment une création pour Clara Inglese (soprano), Élodie Vignon (piano) et Sébastien Walnier (violoncelle) de Benoît Mernier[11].
- 2020 : D'Ombres[12] Sonate pour piano, Trois Préludes d'Henri Dutilleux, Claude Ledoux lui dédie une pièce destinée à mettre en miroir l'école française du XXe siècle avec la musique du XXIe siècle[1] chez Cypres Records.
- 2021 : Dans l'Air du Soir[13] chez Cypres Records.
- 2024 : Songes[14] chez Cypres Records.
- 2025 : Monsieur Debussy , volume 1 : Soirs d'or[15]. Il se présente sous la forme d'un double disque. La présentation des œuvres est chronologique. Il est prévu trois volumes en tout, constituant ainsi une intégrale pour l'œuvre pianistique de Claude Debussy. Élodie Vignon est accompagné par Nathanaël Gouin pour le Prélude à l'Après-Midi d'un Faune (arrangement à quatre mains) (Cypres Records CYP1687, janvier 2025).